# Élytroplan
L’Élytroplan serait le premier avion à empennage en « T » de l’histoire de l’aviation.
Il a été mis au point par Charles de Rougé. Affecté comme pilote dans le secteur de Verdun pendant la Première Guerre mondiale, c’est à cette époque qu’il prend conscience d’un problème qui dirigera toutes ses recherches futures : la stabilité des appareils.
C’est en 1930 qu’il fait ainsi breveter ce que l’on a coutume d’appeler l’empennage en « T », ou plus techniquement l’élytroplan. Des essais en soufflerie et en vol démontreront que cette invention procure aux appareils une stabilité incomparable.[réf. nécessaire]